# 아사히정 (시마네현)
아사히정(旭町)은 시마네현 서부에 있던 정이며 나카군에 속했다.

## 지리
시마네현의 서부 히로시마현과의 현 경계에 위치하고 있었다.

## 역사
- 1954년 10월 1일 - 이마이치촌, 기타촌, 와다촌, 쓰가와촌 및 오치군 사쿠라에촌의 일부가 합병해 아사히촌이 성립하였다.
- 1958년 11월 3일 - 정으로 승격해 아사히정이 되었다.
- 2005년 10월 1일-  하마다시·나카군 가나기정·야사카촌·미스미정과 합병해 새로운 하마다시가 성립하였다. 동일 아사히정은 폐지되었다.

## 교통

### 도로
- 하마다 자동차도(일본어판)